# سنيكما ام 88
سنيكما ام 88 :(بالإنجليزية: Snecma M88)‏ محرك توربيني مروحي مع حارق لاحق، تصنعه شركة سنيكما الفرنسية لطائرة داسو رافال المقاتلة.

## الطرازات
ويستند ام 88 على الحزمة المسماة سي جي بي (CGP)  (ل «التكلفة الإجمالية للملكية») أو ام 88-4إي (M88-4E)  على دراسة عقد وتطوير وإنتاج وذكرت في عام 2008 من قبل المفوضية العامة للتسلح وإدخال تحسينات تقنية على تخفيض تكاليف الصيانة.  والغرض من هذا البيان هو تقليل تكلفة الملكية من فترات التفتيش ام 88 وأطول من الوحدات الرئيسية عن طريق زيادة العمر الافتراضي للأجزاء الساخنة والدورية.  وقد تم اختباره في الطيران لأول مرة 22 مارس 2010 في ايستر، على طائرة رافال إم02 سي إي في (M02 CEV) المقاتلة.

## التطبيقات
- داسو رافال

## مواصفات ام 88
البيانات من [2]
الخصائص العامة
- نوع: التوأم رمح، المروحي المحرك
- مدة العرض: 3،538 ملم (139.3 في)
- القطر: 900 ملم (35.4 في) كحد أقصى
- الوزن الجاف: 897 كيلوغرام (1977 £)

المكونات
- ضاغط: 3 مرحلة الضغط المنخفض، وارتفاع الضغط 6 مرحلة
- الاحتراق: حلقي
- التوربين: مرحلة واحدة عالية الضغط، واحد ضغط منخفض المرحلة

الأداء
- أقصى قوة دفع: 50 كيلو نيوتن (11،250 باوند) الجافة، 75 كيلو نيوتن (16،900 باوند) الرطب حارق لاحق
- نسبة الضغط الكلي: 24.5:1
- نسبة التجاوز: 0.3
- درجة حرارة مدخل التوربينات: 1،850 K (1،577 °C)
- استهلاك الوقود: 0.80 كجم / (دان H) (0.78 LBM / (باوند  ح)) (الجاف)، 1.75 كجم / (دان  H) (1.72 LBM / (باوند  HR)) (الرطب / حارق لاحق)
- نسبة قوة الدفع إلى الوزن : 5.7:1 (الجاف)، 8.5:1 (الرطب / حارق لاحق)

## قوائم ذات صلة
- قائمة محركات الطائرات

## وصلات خارجية
- صفحة محرك ام 88 على موقع سنيكما
- ملف (pdf) لمحرك سنيكما أم88
- فلايت قلوبل - مقالة عن محرك أم88-2
- وصف محرك أم88 سنيكما

فئات :  محركات التوربينية منخفضة الالتفافية 
محركات المروحي 1980-1989